# Anomia

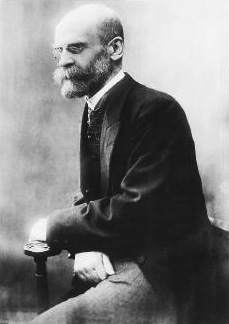
Émile Durkheim

L’anomia (a vegades incorrectament escrit anòmia en català) és una condició social definida per un canvi o ruptura de qualsevol valor, estàndard o orientació moral que els individus han de seguir. Es pot entendre com una emancipació, que era el seu sentit original, o bé com una transgressió que condueix al caos, que és el sentit en què s'usa majoritàriament avui dia.
El terme anomia apareix per primera vegada de la ploma del filòsof Jean-Marie Guyau a Esquisse d’une morale sans obligation ni sanction (Esbós d'una moralitat sense obligació ni sanció, 1885). Per a Guyau l’anomia era un vector creatiu:
“L’anomia, per a Guyau, és la creadora de noves formes de relacions humanes, d'una autonomia que no és les de referència a les normes establertes, sinó obertes a una possible creativitat. No resulta, com en Durkheim, d'un trastorn estadístic, sinó que anima l'individu a unes sociabilitats fins ara desconegudes -d’entre  les quals dirà que la creació artística n’és la manifestació més forta.”
El terme va ser reprès posteriorment per Émile Durkheim en sociologia per designar una situació d’absència d’objectius o regles. A partir d'aquest significat s'ha estès el seu ús a la literatura i altres camps de la cultura. Durkheim va introduir per primera vegada la noció a la seva obra del 1893 La divisió del treball en la societat, però el va popularitzar especialment amb el seu ús al seu influent llibre Suïcidi, del 1897.
El terme s'empra també en economia per a parlar d'un disfuncionament econòmic que provoca una crisi de prosperitat a causa d'una manca de regulació del mercat, que condueix a un trencament del vincle social i, d'aquesta manera, a tornar l’economia anomiana.
El mateix trencament es produeix a nivell familiar quan és el cas del suïcidi o del divorci.
El 1938, Robert King Merton va traslladar la noció de Durkheim al camp de la desviació social, argumentant que la discontinuïtat entre cultura i estructura té la conseqüència disfuncional de conduir a la desviació dins de la societat. Va descriure 5 tipus de desviació pel que fa a l'acceptació o el rebuig dels objectius socials i els mitjans institucionalitzats per assolir-los.

## Etimologia
El terme prové del grec ἀνομία, anomia, format pel prefix ἀ- a- “absència de” i νόμος nomos “llei, ordre, estructura” i significa absència d’ordre o de regles i estructures. És emprat per primera vegada en filosofia per Jean-Marie Guyau, filòsof i poeta, professor al Liceu Condorcet, autor de l’Esquisse d’une morale sans obligation ni sanction (1885). Per al filòsof l’anomia caracteritza l’”ideal d’una moral individualista, alliberada dels principis exteriors dels individus” [trd.].
El mot és reprès per Émile Durkheim al segle xix per a donar nom a l’estat que empeny qualsevol individu depressiu a voler-se suïcidar. Vora els anys 1960 anomia esdevé un concepte molt estès en sociologia. S'acaben identificant processos econòmics i familiars que porten a l’anomia.
L’anomia pren significat metafòric per a designar l’estat derivat d’una especialització del treball elevadíssima sota el sistema capitalista. Una situació així produiria anomia en la població, l’absència de sentit.

## Segons Émile Durkheim

### Noció restringida d’anomia
La paraula anomia apareix per primer cop amb Émile Durkheim a De la divisió du travail social (1893). És una tesi que el sociòleg amplia més endavant a Le suicide (1895). Seria, segons l’autor, un estat d’anormalitat on la divisió del treball s'ha portat a un extrem tant que reverteix la solidaritat social i tot individu passa a tenir el sentiment de no veure sentit en el seu tarannà.
L'ésser humà hauria acabat formant una societat de dinàmica orgànica després d’especialitzar-se tant. És a dir, quan l'espècie humana encara vivia en forma de tribus, si més no la seva gran majoria, la solidaritat social era mecànica perquè els treballs a fer requerien unes dinàmiques mecàniques. L’augment de població fins atènyer un nombre estratosfèric com ara 7 milions d’habitants al món hauria fet perdre aquesta solidaritat. En canvi, hauria augmentat la divisió del treball, cada cop més especialitzada.
Les derives d’aquest procés de divisionisme del treball arriba a un estat final on la solidaritat social es perd completament i la realitat deixa de tenir unes regles o unes normes explicables. Tot és confús i això genera el suïcidi a les societats contemporànies. És a dir, l’especialització constant ha portat el capitalisme a fabricar per vendre i tornar a fabricar per vendre, sense límit, ni sentit. Es produeix per produir i això no és comprensible per al cervell humà de forma natural. Aquesta inflació artificial de la producció seria l’origen de la manca de sentit que la població de forma més figurada tindria envers el sistema econòmic que produeix la riquesa al segle xix, XX i XXI.
Tot això seria un problema important de cara a la cohesió social.

### Noció no restringida d’anomia
Amb la publicació de Le suicide (1895) per part de Durkheim, el terme adquireix un sentit més figurat i s'aplica igualment a l'economia o l’àmbit familiar. Dins, l’anomia és una de les variables que porten al suïcidi. També esdevé l’element que provoca una ruptura familiar com el divorci.
Per tant, segons l’àmbit, direm que hi ha anomia per:
- en l’àmbit familiar, la mort d’un cònjuge o la feble regulació de les relacions conjugals provocarien en aquest cas anomia.

- en l’àmbit econòmic, Durkheim fa veure que el mercat com a centre de socialització torna la societat anòmia per culpa de normes que regulin el mercat mateix.

En tots dos casos hi ha manca d’orientació, de sentit, etc, i, de retruc, es trenca el vincle social o solidaritat social.

## Segons Robert K. Merton
A França i degut a la conjuntura econòmica i política, el mot es deixa de banda i perd la força que tenia. Es reprèn als anys 1930 als EUA. És R. Merton qui torna a donar-hi vitalitat.
Sota la seva ploma, l’anomia pren un sentit diferent, una perspectiva fins llavors no contemplada. Merton l’associa a desviació social. La societat provocaria gent anòmica, que vol dir en termes mertonians, gent desviada. I, això, seria el producte de la manca de coherència entre els objectius culturals que es dona una societat i els mitjans institucionals posseïts per arribar-hi.
En no tenir materials per a arribar-hi, l’individu s'anomia, que vol dir que a manca de poder satisfer els objectius culturals establerts, tendeix a desviar-se socialment. Es parla fins i tot de contradicció entre els objectius o valors fixats i la realitat o valors reals.

### Defecte de regulació
Altres sociòlegs han reprès el terme. Un de destacat és JD. Reynaud que amb Les Règles du jeu (1989) proposa redefinir l'anomia com a "defecte de regulació". Així, si per a Durkheim l'anomia és un alleugeriment de la regulació, per a Raynaud en canvi l'anomia designa un fenomen quotidià i cal fer servir l'anomia en plural degut al seu abast. Per tant, cal entendre l'anomia com a manca d'ajustament de les normes amb la realitat.